# Кишеньки
Кише́ньки — село в Україні, у Кобеляцькій міській громаді Полтавського району Полтавської області. Населення становить 243 осіб.
Орган місцевого самоврядування — Світлогірська сільська рада.
Село постраждало внаслідок геноциду українського народу, проведеного урядом СРСР 1932—1933 та 1946—1947.

## Географія
Село Кишеньки знаходиться на правому березі дельти річки Ворскла, нижче за течією примикає село Світлогірське. Селом протікає пересихаючий струмок з загатою.
На околиці села знаходится група курганів - Пам’ятка археології місцевого значення, на правому високому березі р. Ворскла, по трасі на м.Кобеляки.
Складається з двадцяти п’яти насипів курганів та трьох майданів. Розміри курганів (висота х діаметр): від 0,15х18 м до 2,20х30 м. Розміри майданів (висота х діаметр): від 0,40х30-45 м до 1,50х40-95 м. Вказана група витягнута вздовж дороги на м. Кобеляки на 5,1 км. 
Обстежувалася І.А. Зарецьким, 1911 р. та О.Б. Супруненком, 1986 р. І.А Зарецьким в 1911 р. було розкопано один курган з двома похованнями зрубної культури (?).
ІІ I тис. до н. е., бронзовий та ранній залізний вік.

## Історія
- У 1657 році створена Кишеньківська сотня, яка входила до складу Полтавського (1657—1661 рр.), Кременчуцького (1661—1663 рр.) і знову Полтавського (1663—1764 рр.) полків.
- У XIX-початок XX століття — містечко Кишенька[2].
- З 1923 по 1962 рік село було центром Кишеньківського району.
- 1 вересня 1942 року село у статусі райцентру ввійшло до створеної нацистами Кобеляцької округи. 26 вересня 1943 року нацистські війська були вибиті з села силами Червоної армії.
- 12 червня 2020 року, відповідно до розпорядження Кабінету Міністрів України № 721-р «Про визначення адміністративних центрів та затвердження територій територіальних громад Полтавської області», село увійшло до складу Кобеляцької міської громади[3].
- 19 липня 2020 року, в результаті адміністративно - територіальної реформи та ліквідації Кобеляцького району, село увійшло до складу новоутвореного Полтавського району Полтавської області[4].

## Економіка
- Рибогосподарство.
- База відпочинку «Маяк».

## Об'єкти соціальної сфери
- Кінноспортивний середній навчальний заклад.
- Клуб.

## Відомі люди
- Іван Рудичів — громадський діяч на Полтавщині та еміграції у Франції.
- Яків Фартушний — полковник Армії УНР, учасник Визвольних Змагань.
- Василь Онуфрієнко — український поет, редактор, радіожурналіст, перекладач, член уряду УНР на вигнанні, лауреат УММАН.